# Liste der Monuments historiques in Verseilles-le-Bas
Die Liste der Monuments historiques in Verseilles-le-Bas führt die Monuments historiques in der französischen Gemeinde Verseilles-le-Bas auf.

## Liste der Immobilien
| Bezeichnung    | Beschreibung                      | Standort               | Kennzeichnung | Schutzstatus | Datum | Bild           |
| -------------- | --------------------------------- | ---------------------- | ------------- | ------------ | ----- | -------------- |
| Friedhofskreuz | Renaissancekreuz, 15. Jahrhundert | Rue de l’Église (Lage) | PA00079261    | Inscrit      | 1925  | weitere Bilder |

## Liste der Objekte
| Bezeichnung                                                                                  | Beschreibung         | Standort                       | Kennzeichnung | Schutzstatus | Datum | Bild |
| -------------------------------------------------------------------------------------------- | -------------------- | ------------------------------ | ------------- | ------------ | ----- | ---- |
| Gemälde Madonna mit Kind                                                                     | Ölfarbe auf Leinwand | in der Kirche St-Martin (Lage) | PM52001923    | Inscrit      | 2007  |      |
| Gemälde Heiliger Franziskus von Assisi, umgeben von weltlichen und kirchlichen Würdenträgern | Ölfarbe auf Leinwand | in der Kirche St-Martin (Lage) | PM52001922    | Inscrit      | 2007  |      |